# ندرهورست دن برخ
ندرهورست دن برخ (به هلندی: Nederhorst den Berg) شهری از استان‌های هلند شمالی است و بخشی از حوزه شهرداری ویده‌میرن به حساب می‌آید. ندرهورست دن برخ در شمال غربی هیلفرسوم و در کنار رود وخت واقع شده‌است. جمعیت این شهر همراه با روستاها و حومه آن تقریباً ۵٬۱۰۰ نفر است.